# Richard Donovan (Komponist)
Richard Frank Donovan (* 29. November 1891 in New Haven, Connecticut; † 22. August 1970 in Middletown, Connecticut) war ein US-amerikanischer Komponist, Organist, Dirigent und Musikpädagoge.
Donovan studierte von 1912 bis 1914 an der Yale University, danach bis 1918 am Institute of Musical Arts in New York. In Paris war er Schüler von Charles-Marie Widor. Von 1920 bis 1923 unterrichtete er an der Taft School in Watertown und von 1923 bis 1928 am Smith College in Northampton. Ab 1928 gehörte er der Musikfakultät der Yale University an. 1940 folgte er David Stanley Smith als Dekan der Fakultät nach, von 1954 bis zur Emeritierung 1960 hatte er eine Professur inne. Daneben unterrichtete er auch am Institute of Musical Arts (1925–1928) und am New Yorker Finch College (1926–1940).
Von 1928 bis 1965 war Donovan Organist an der Christ Church in New Heaven. Er war außerdem Dirigent des Bach Cantata Club (von 1933 bis 1944) und des New Heaven Symphony Orchestra (von 1936 bis 1951) und leitete in der Saison 1936–1937 das New York Symphony Orchestra. Maßgeblich beteiligt war er an der Organisation des Yaddo Music Festival in Saratoga Springs. 1961–1962 war er Präsident der American Composers’ Alliance.
Als Komponist trat Donovan mit Kammermusik, Vokal- und Orchesterwerken hervor, darunter zwei Sinfonien, der Ouvertüre New England Cronicle, der sinfonischen Dichtung Smoke and Steel, Liedern, einer Messe und einem Magnificat.

## Werke
- Woodnotes für Kammerorchester, 1926
- How Far Is It to Bethlehem? für Frauenstimme und Orgel, 1927
- Chanson of the Bells of Oseney für Frauenstimme und Klavier, 1930
- Four Songs on English Texts für mittlere Stimme und Klavier, 1930
- Smoke and Steel, sinfonische Dichtung nach Carl Sandburg, 1932
- Sextett für Klavier und Holzbläser, 1932
- Klaviersuite, 1932
- Five Elizabethan Lyrics für hohen Sopran und Streichquartett, 1932–1937
- Four Songs für Sopran und Streichquartett, 1933
- Symphony für Kammerorchester, 1937
- Klaviertrio, 1937
- Ricercare für Oboe und Streicher, 1938
- Serenade für Oboe und Streichtrio, 1939
- Fantasy on American Folk Ballads für Tenor und Orchester, 1940
- Suite für Oboe und Streicher, 1944–1945
- Design for Radio für 26 Spieler, 1945
- New England Cronicle, Ouvertüre für Orchester, 1946
- Two Choral Preludes on American Folk Hymns für Orgel, 1947
- Hymn to the Night für Frauenstimme und Klavier, 1947
- How Should I LOve? für Frauenstimme und Klavier, 1947
- Good Ale für Männerstimme und Klavier, 1947
- Passacaglia on Vermont Folk Tunes für Orchester, 1949
- Terzetto für zwei Geigen und Bratsche, 1950
- Woodwind Quartet, 1953
- Four Songs og Nature für Frauenstimme uns Klavier, 1953
- Soundings für Trompete, Fagott und Perkussion, 1953
- Klaviersuite, 1953
- Antiphon and Chorale für Orgel, 1955
- Messe, 1955
- Symphony in D, 1956
- Fantasia für Fagott und sieben Spieler, 1960, 1961
- Music for Six für Kammerensemble, 1961
- Magnificat, 1961
- Epos für Orchester, 1963
- Piano Trio Nr. 2, 1963

## Quelle
- Neil Butterworth: Dictionary of American Classical Composers, überarbeitete Ausgabe, Routledge 2013, ISBN 978-1-13679-024-9, S. 124.

| Personendaten    | Personendaten                                                     |
| ---------------- | ----------------------------------------------------------------- |
| NAME             | Donovan, Richard                                                  |
| ALTERNATIVNAMEN  | Donovan, Richard Frank (vollständiger Name)                       |
| KURZBESCHREIBUNG | US-amerikanischer Komponist, Organist, Dirigent und Musikpädagoge |
| GEBURTSDATUM     | 29. November 1891                                                 |
| GEBURTSORT       | New Haven, Connecticut                                            |
| STERBEDATUM      | 22. August 1970                                                   |
| STERBEORT        | Middletown, Connecticut                                           |